# جنگ در افغانستان (۲۰۲۱–۲۰۰۱)
جنگ در افغانستان یک درگیری مسلحانه از سال ۲۰۰۱ تا ۲۰۲۱ در افغانستان بود. این جنگ با حمله ایالات متحده آمریکا و متحدانش پس از حملات تروریستی ۱۱ سپتامبر آغاز شد که امارت اسلامی افغانستان تحت حاکمیت طالبان را سرنگون و القاعده را از یک پایگاه امن عملیات در این کشور محروم کرد. این جنگ، بیشتر بین طالبان و نیروهای مسلح افغانستان و متحدانش (ناتو) درگرفت. طالبان پس از ۲۰ سال و ۸ ماه، موفق به شکست نیروهای مسلح افغانستان و عقب‌نشینی بیشتر نیروهای ناتو از افغانستان شدند و توانستند مجددأ قدرت را در افغانستان به دست بیاورند. این طولانی‌ترین جنگ در تاریخ آمریکاست که از جنگ ویتنام (۱۹۷۵–۱۹۵۵) تقریباً پنج ماه پیشی گرفت.
ائتلافی بیش از ۴۰ کشور (از جمله همه اعضای ناتو) پس از دستیابی به اهداف ابتدایی یک مأموریت امنیتی در این کشور به نام نیروهای بین‌المللی کمک به امنیت (آیساف) تشکیل دادند، (مأموریت حمایت قاطع در سال ۲۰۱۴ جایگزین آن شد) که در آن برخی از اعضا به همراه حکومت افغانستان درگیر رزم نظامی بودند. این جنگ بیشتر بین طالبان و نیروهای مسلح افغانستان و نیروهای همپیمانش بود؛ اکثریت سربازان و کارکنان آیساف/آراس از نیروهای مسلح ایالات متحده آمریکا هستند. آمریکا نام رمزی جنگ را «عملیات آزادی بلندمدت» (۲۰۱۴–۲۰۰۱) و «عملیات دیده‌بان آزادی» (۲۰۲۱–۲۰۱۵) تعیین کرد.
در پی حملات ۱۱ سپتامبر ۲۰۰۱ جورج دبلیو بوش رئیس‌جمهور ایالات متحده آمریکا به گروه طالبان هشدار داد که گروه تروریستی القاعده را از افغانستان تحویل آمریکا دهد. به دنبال خودداری طالبان از پذیرش درخواست ایالات متحده آمریکا فرمان حمله به افغانستان در ۷ اکتبر ۲۰۰۱ میلادی با نام رسمی عملیات بلندمدت آزادی صادر شد. بریتانیا از سال ۲۰۰۲ میلادی فعالیت‌های نظامی مستقل خود را آغاز کرد. هدف اصلی این جنگ، مبارزه و از بین بردن القاعده، طالبان و حامیان آن بود. تقریباً یک ماه بعد رژیم طالبان سقوط کرد و با برگزاری کنفرانس بُن حامد کرزی به قدرت رسید و در انتخابات ریاست جمهوری افغانستان به مقام ریاست جمهوری برگزیده شد. در سال ۲۰۰۳ طالبان شورشی علیه دولت جدید افغانستان آغاز کرد. طالبان جنگ نامتقارن با حملات چریکی و کمین در حومه شهر، حملات انتحاری علیه اهداف شهری، کشتن نیروهای ائتلاف با هدف انتقام همرزمانشان گزارش شده‌است. طالبان از ضعف‌های دولت افغانستان برای اعمال نفوذ در مناطق روستایی جنوب و شرق افغانستان استفاده کرد. درگیری از سال ۲۰۰۷ تا ۲۰۰۹ افزایش یافت. آیساف با افزایش گسترده نیروهای خود برای عملیات ضد شورشی به «پاکسازی و تصرف» روستاها پرداخت. تعداد سربازان در سال ۲۰۰۹ شروع به افزایش کرد و تا سال ۲۰۱۱ به ۱۴۰٬۰۰۰ سرباز خارجی تحت فرماندهی آیساف و ایالات متحده افزایش یافت که در افغانستان فعالیت می‌کردند.
به دنبال کشته شدن اسامه بن لادن در سال ۲۰۱۱ (علت اصلی بهانه جنگ)، رهبران ناتو استراتژی خروج نیروهای خود را آغاز کردند. در ۲۸ دسامبر ۲۰۱۴، ناتو به‌طور رسمی عملیات رزمی آیساف در افغانستان را پایان داد و مسئولیت امنیتی کامل را به‌طور رسمی به دولت افغانستان واگذار کرد
نیروهای ائتلاف که نتوانستند طالبان را از طریق نظامی ریشه کن کنند، برای پایان دادن به درگیری به دیپلماسی روی آوردند. این تلاش‌ها در ۲۹ فوریه ۲۰۲۰ به اوج خود رسید، زمانی که ایالات متحده و طالبان توافقنامه صلح مشروطی را در دوحه امضا کردند که بر اساس آن نیروهای آمریکایی تا ۱۴ ماه از افغانستان خارج می‌شدند و طالبان برطبق شرایط توافق تعهد می‌کرد «به هیچ‌یک از اعضا، افراد یا گروه‌های دیگر، از جمله القاعده، اجازه ندهد از خاک افغانستان برای تهدید امنیت ایالات متحده و متحدانش استفاده کنند». با این حال، شورشیان وابسته به القاعده در شبه قاره هند و داعش-خراسان به فعالیت خود در مناطقی از این کشور ادامه دادند. دولت افغانستان طرف معامله نبود و مفاد آن را در مورد آزادی زندانیان رد کرد. جو بایدن پس از رئیس‌جمهور شدن، تاریخ خروج را از ۱ مه ۲۰۲۱ به ۱۱ سپتامبر همان سال و سپس به ۳۱ اوت منتقل کرد. طالبان این تغییر زمانی را رد کرد و پس از پایان مهلت اولیه، و همزمان با خروج نیروها، حمله گسترده‌ای را آغاز کرد که در آن بیشتر افغانستان، و سرانجام کابل را در ۱۵ اوت ۲۰۲۱ تصرف کردند. در همان روز، اشرف غنی، رئیس‌جمهور افغانستان از کشور فرار کرد و طالبان پیروزی و پایان جنگ را اعلام کرد. در ۱۶ اوت، بایدن تسلط طالبان را تأیید کرد و در ۳۰ اوت، آخرین هواپیمای نظامی آمریکایی از افغانستان خارج شد و به ۲۰ سال حضور نظامی غربی در این کشور پایان داد.
طبق پروژهٔ هزینه‌های جنگ در دانشگاه براون، این جنگ ۱۷۶۰۰۰ نفر را در افغانستان کشته‌است. ۴۶٫۳۱۹ غیرنظامی، ۶۹٫۰۹۵ نظامی و پلیس و حداقل ۵۲٫۸۹۳ جنگجوی طالبان.همچنین این جنگ برای آمریکا مبلغی نجومی - ۲٫۲۶ تریلیون دلار هزینه دربرداشته است.

## مشروعیت جنگ
منشور ملل متحد که توسط ایالات متحده و دیگر کشورهای هم‌پیمان به تصویب رسیده، بیان می‌کند که تمام اعضاء سازمان ملل متحد باید بیانیه‌های بین‌المللی خود را با اهداف صلح‌جویانه مطرح کنند و هیچ‌یک از اعضا حق استفاده از نیروی نظامی را غیر از دفاع شخصی ندارد. قانون اساسی ایالات متحده آمریکا بیان می‌دارد که عهدهای بین‌المللی مانند منشور سازمان ملل متحد توسط تمامی کشورها از جمله ایالات متحده تصویب شده و جزئی از قانون اعلی در آمریکا می‌باشد. شورای امنیت سازمان ملل متحد هیچ وقت اجازه فعالیت نظامی و حمله به افغانستان (عملیات بلندمدت آزادی) را به ایالات متحده آمریکا نداده بود.
اگرچه در دفاع از مشروعیت این جنگ، آمریکا اعلام نمود که اجازه جنگ از سوی شورای امنیت سازمان ملل متحد از آنجا که این جنگ براساس نوعی دفاع شخصی زیر ماده ۵۱ منشور سازمان ملل متحد حساب می‌شود، نیاز نیست و این یک حمله متجاوزانه نیست. همچنین انتقادهای وجود داشت که حمله به افغانستان و تجاوز آن تحت ماده ۵۱ به هیچ وجه قانونی نیست و توجیه آن برای حملات ۱۱ سپتامبر به دلیل آنکه این حمله یک «حمله مسلحانه» (Armed Attack) از طرف کشوری نبود بلکه حمله‌ای تروریستی از جانب گروه‌ها بود غیرقابل قبول است.
دولت جرج بوش در این مورد نیز هیچ‌گاه به دنبال تهیه بیانیه‌ای برای شروع جنگ و علت آن مطرح نکردند و دولت طالبان را حامیان تروریست معرفی کرده و به نقض قوانین و حقوق بشر محکوم کردند. در ۲۰ دسامبر ۲۰۰۱ شورای امنیت سازمان ملل متحد به آمریکا اجازه تشکیل نیروهای بین‌المللی کمک به امنیت را در شرایطی صادر کرد که آیساف موظف به سنجیدن تمام تدابیر ممکن و یاری کردن به دولت موقتی افغانستان هستند. دستورها آیساف بعدها در تاریخ ۱۱ اوت ۲۰۰۳ به ناتو واگذار شد.

## جنگ‌های داخلی ۱۹۹۲–۹۶ (جنگ‌های کابل)
پس از خارج شدن اتحاد جماهیر شوروی در سال ۱۹۸۹ از خاک افغانستان، دولت کمونیست جمهوری دموکراتیک افغانستان به دست مجاهدین افغان در سال ۱۹۹۲ سقوط کرد. بعد از آن، در بین مجاهدین منازعات مختلفی برای گرفتن کنترل قدرت از دست یکدیگر باعث جنگ‌هایی در بین خود آن‌ها شد که سال‌ها به طول انجامید.

## جنگ‌های داخلی ۱۹۹۶–۲۰۰۱ (طالبان)
در سال ۱۹۹۶، طالبان، حرکت اسلامی که در سال ۱۹۹۴ تشکیل شده بود شهر کابل را تسخیر کردند و بیش از ۹۰٪ کشور را تحت کنترل گرفتند و منطقهٔ کوچکی را در شمال شرقی برای مجاهدین اختصاص دادند که پایان جنگ‌های داخلی بین مجاهدین و شروع حکومتی نو توسط طالبان برای افغانستان بود.

اگرچه در همین سال، جامعه جهانی، شامل آمریکا، بیان نمودند که طالبان نیروی بسیار پایداری برای به دست گرفتن کنترل این کشور جنگ‌زده هست. افراط آن‌ها در قوانین اسلامی و مذاکره نکردن با دشمنان به زودی این حرف را نقض کرد. در سال ۱۹۹۶، اسامه بن لادن و گروهش القاعده وارد افغانستان شده و از آنجا به عنوان مرکز عملیات‌های خود استفاده نمودند. با وجود طالبان، القاعده توانست از افغانستان برای اهداف نظامی، تعلیم سربازانش، خرید و فروش اسلحه، هماهنگی با دیگر جهادیها و نقشه برای طرح‌های جدید تروریستی خود استفاده کند. پیش از حادثه ۱۱ سپتامبر بین ۱۰٬۰۰۰ تا ۲۰٬۰۰۰ نفر در کمپ‌های القاعده تعلیمات نظامی دیدند.
حادثه بمبگذاری اوت ۱۹۹۸ سفارت آمریکا به بن لادن از سوی رئیس‌جمهور بیل کلینتون نسبت داده شده بود که او نیز دستور حمله موشکی کمپ‌های تعلیمی القاعده را در افغانستان صادر کرد. در همان زمان آمریکا از طالبان خواستار تحویل بن لادن در سال ۱۹۹۹ شده بود که طالبان این خواسته را رد کرد.
آژانس اطلاعات مرکزی در دهه ۹۰ در افغانستان فعالیت‌هایی داشت که به دنبال دستگیری یا کشتن بن لادن بودند. این تیم چندین عملیات را انجام دادند اما هیچ‌وقت دستور قتل او را از طرف رئیس‌جمهور دریافت نکردند. البته این مأموریت‌ها باعث روابط بسیار خوبی شد که در سال ۲۰۰۱ ورود آمریکا به خاک افغانستان را تسریع بخشید.

## حملات ۱۱ سپتامبر ۲۰۰۱
حملات ۱۱ سپتامبر دلیل اصلی شروع جنگ افغانستان می‌باشد. این طرح به صورت رسمی در سال ۱۹۹۹ توسط بن لادن تصویب شد و او خودش دو نفر از هواپیما رباها را انتخاب کرده بود و به آن‌ها تعلیمات مخصوص را در کمپ مس عینک (به انگلیسی: Mes Aynak) داده بود. بعد از آن در همان سال، چهار نفر از دیگر هواپیما رباها در شهر قندهار به دیدار بن لادن رفتند که آن‌ها نیز همان‌جا تعلیمات خویش را دیدند. هواپیما ربای دیگری در سال ۲۰۰۰ به کمپ الفاروق رفت و به جمع دیگران ملحق شد. ۱۳ نفر برای هواپیما ربایی سال ۲۰۰۱ توسط بن لادن انتخاب شدند و از سال ۲۰۰۰ تا ۲۰۰۱ در حال تعلیم دیدن بودند. در ژوئیه ۲۰۰۱ تمامی ۱۳ نفر وارد ایالات متحده آمریکا شدند.
در حملات ۱۱ سپتامبر ۲۰۰۱، حدوداً ۳٬۰۰۰ نفر غیرنظامی به علاوه هواپیما ربایان کشته شدند. هواپیمای دیگری هنگامی که خدمه آن درتلاش برای بازپس‌گیری کنترل آن بودند، به زمین سقوط کرد. در کمتر از یک هفته بعد از این حادثه، رئیس‌جمهور وقت ایالات متحده آمریکا جرج واکر بوش، اسامه بن لادن مسئول این کار به عنوان مظنون اصلی شناسایی کرد. بن لادن در همان زمان در افغانستان به سر می‌برد و به همین دلیل در ۲۰ سپتامبر ۲۰۰۱، در یک کنفرانس بین کنگره آمریکا، رئیس‌جمهور بوش با صلاحدید کنگره ۵ نقطه نهایی برای طالبان در افغانستان مشخص نمود: بایگانی‌شده  در ۱۹ اوت ۲۰۱۰ توسط Wayback Machine
1. تمام رهبران القاعده به ایالات متحده تحویل داده شوند.
2. تمام افراد خارجی زندانی در بند طالبان آزاد و به ایالات متحده تسلیم داده شوند.
3. تمامی کمپ‌های تروریستی آن‌ها بسته شوند.
4. تمامی تروریست‌ها و حامیان آن‌ها معرفی و به مقامات تحویل داده شوند.
5. به ایالات متحده اجازه عام و تام برای دسترسی به کمپ‌های تروریستی و بررسی آن‌ها داده شود.

جرج بوش اظهار نمود که: «آنها باید تروریست‌ها را در اختیار ما بگذارند، وگرنه در سرنوشت آن‌ها سهیم خواهند شد.» چیز مشخصی در آن تهدید ضمیمه نشده بود، غیر از بیانیه‌ای که از جنگ صحبت می‌کرد: «جنگ ما با ترور با القاعده آغاز اما همان‌جا تمام نمی‌شود.» همچنین هیچ‌کدام از ۱۹ مردی که در این حملات شرکت داشتند افغان نبودند (۱۵ مرد از عربستان، ۲ مرد از امارات متحده عربی و دو مرد دیگر از مصر و لبنان بودند. هیچ‌کدام تبعه افغانستان در همان زمان نبودند (بیشتر آن‌ها در هامبورگ زندگی می‌کردند). هیچ‌کدام در مدرسه‌های آموزش فنون هوایی در افغانستان تعلیم ندیده بودند (تعلیمات در ایالات متحده انجام شده بود).
دولت افغانستان در همان زمان از طریق سفارت خود در پاکستان بیان نمود که ایالات متحده تاکنون هیچ سندی مبنی بر شرکت بن لادن در حملات ۱۱ سپتامبر نداده‌است و خود این دولت هم چنین اسنادی ندارد. دولت افغانستان همچنین اعلام نمود که بن لادن به عنوان مهمان در کشورش بوده‌است و گفت که طبق قوانین طالبان و پشتونها مهمان باید همیشه مهمان‌نوازی شود و دارای حق پناهندگی می‌باشد.
طالبان سه بار پیشنهاد محاکمه اسامه بن لادن را به دولت ایالات متحده به خاطر حوادث یازده سپتامبر دادند که هر سه بار از سوی ایالات متحده این درخواست‌ها رد شد.
- در ۴ اکتبر ۲۰۰۱، طالبان به صورت مخفیانه قصد داشتند تا بن لادن را به پاکستان برده و در یک محاکمه بین‌المللی که توسط شریعت الهی اداره می‌شد برای حوادث ۱۱ سپتامبر به محاکمه بسپارند.[۱۰۶]
- در ۷ اکتبر ۲۰۰۱، طالبان پیشنهاد محاکمه بن لادن را در خاک افغانستان در یک محاکمه اسلامی به ایالات متحده دادند که این پیشنهاد بلافاصله از سوی مقامات آمریکایی در همان روز رد شد. ایالات متحده و بریتانیا شروع حملات خود را به کمپ‌های طالبان و القاعده آغاز کردند.[۱۰۷]
- در ۱۴ اکتبر ۲۰۰۱، طالبان پیشنهاد دیگری برای محاکمه و تحویل دادن بن لادن را در خاک کشور سوم (کشوری غیر از افغانستان و آمریکا) به ایالات متحده دادند و شرط آن‌ها این بود که فقط در صورتی که آن‌ها شواهد کافی برای دست داشتن بن لادن در حوادث ۱۱ سپتامبر ارائه کنند. جرج بوش این درخواست را نیز رد کرد و اعلام نمود که: «نیازی به بحث در مورد گناهکار یا بی‌گناه بودن نیست، ما همه می‌دانیم که او گناه‌کار است».[۱۰۸][۱۰۹]

## ۲۰۰۱: حمله اولیه

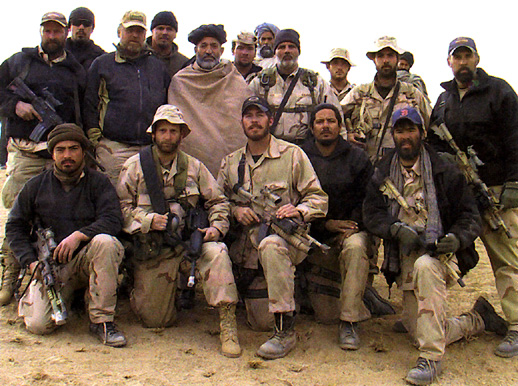
حامد کرزی به همراه شبه نظامیان گروه CIA در اوایل ورود آن‌ها در سال ۲۰۰۱.

بعد از رد طالبان مبنی بر قطع کردن پشتیبانی از القاعده، دولت ایالات متحده عملیات نظامی خود را در ۷ اکتبر ۲۰۰۱ در افغانستان آغاز نمود. تیم‌هایی از بخش عملیات‌های خاص (Special Activities Division)، سیا اولین نیروهای آمریکایی بودند که پای به خاک افغانستان برای جنگ گذاشتند. آن‌ها بعداً همراه با نیروهای ویژه (نیروی زمینی ایالات متحده آمریکا) که با نام مستعار «کلاه سبزها» (Green Berets) نیز شناخته می‌شوند، گروه نیروهای ویژه ۵ام و دیگر واحدهای نظامی از ستاد فرماندهی عملیات ویژه ایالات متحده آمریکا ادغام شدند. این نیروهای بیشتر همراه با نیروهای افغان مخالف طالبان (بیشتر اتحاد شمال) کار می‌کردند. بریتانیا و استرالیا نیز بعداً نیروهای ویژه‌ای را برای حمایت از نیروهای آمریکایی و افغان وارد افغانستان کردند که با حمایت بسیاری از کشورها روبرو شد.
در ۷ اکتبر ۲۰۰۱، حملات هوایی به شهرهای کابل، جلال‌آباد و فرودگاه بین‌المللی قندهار در شهر قندهار که مرکز اصلی رهبر اصلی طالبان ملا عمر بود شروع شد. شبکه سی‌ان‌ان اجرای منحصربه‌فردی را از بمباران کابل به رسانه‌های آمریکایی در ساعت ۵:۰۸ دقیقه روز هفتم اکتبر ۲۰۰۱ عرضه کرد.
در ساعت ۱۷:۰۰ به وقت جهانی، رئیس‌جمهور بوش حملات را در تلویزیون ملی آمریکا تأیید کرد و نخست‌وزیر پادشاهی متحده تونی بلر بریتانیا را در این جنگ خاطرنشان کرد. بوش اعلام کرد که مراکز نظامی و تربیت تروریستی طالبان را هدف قرار خواهند و همچنین برای زنان، مردان و کودکان افغانستان نیز غذا، دارو و نیازهای عمومی انداخته خواهد شد. ویدئوی از پیش ضبط شده‌ای از اسامه بن لادن پیش از شروع این حملات نیز عرضه شده بود که حملات به افغانستان را محکوم کرده بود. شبکه خبری عربی الجزیره اعلام کرد که این ویدئوها را کمی پیش از شروع حملات دریافت نموده بودند.

### حملات هوایی
بمب‌افکن‌ها از ارتفاع بسیار بالایی توسط ایالات متحده رهبری می‌شدند که اینکار به خاطر بیرون رفتن آن‌ها از گستره تسهیلات ضدهوایی طالبان بود. حملات اولیه ساحه‌هایی را در شهرهای کابل، جلال‌آباد و قندهار پوشش می‌داد. در طول چندین روز بیشتر ساحه‌های نظامی طالبان تخریب جدی دیدند و تسهیلات ضدهوایی آنان به‌طور کامل از بین رفت. این مبارزه بیشتر روی اهداف فرماندهی، کنترل و اطلاعاتی تمرکز کرده بودند که استفاده طالبان از اطلاعات را بسیار ضعیف کرد. دو هفته بعد از حملات، نیروهای مجاهدین از آمریکا تقاضا کردند که این حملات را بیشتر روی خط اول جنگ متمرکز کنند. در همین حال حامیان بسیار زیادی از طالبان که غالباً پشتون بودند وارد کشور شده و به تقویت طالبان در مقابل ایالات متحده پرداختند.

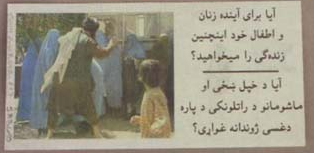
نمونه‌ای از تبلیغات چاپی دولت ایالات متحده در مزار شریف بر ضد طالبان به دو زبان فارسی و پشتو.

مرحله بعدی این حملات، با استفاده از بمب‌افکنهای اف-۱۸هورنت آغاز شد که وسایل نقلیه طالبان را مستقیماً و با نشانه‌گیری دقیق مورد اصابت قرار می‌داد در حالی که دیگر حملات موارد دفاعی طالبان را با حملات خوشه‌ای مورد حمله قرار می‌داد. برای اولین بار بعد از سال‌ها، فرماندهان نیروهای متحد شمال (مجاهدین) می‌توانستند نتایج قابل ملاحظه‌ای را از خطوط مقدم جنگ که سال‌ها انتظار آن را می‌کشیدند ببینند.
در اوایل نوامبر، خطوط اول طالبان توسط هواپیمای C-130 و به وسیله بمب‌های BLU-82 بمباران شدند. جنگجویان طالبان هیچ تجربه‌ای قدیمی از جنگ با ایالات متحده نداشتند تا جایی که گاهی در سر کوه‌ها به صورت آشکار می‌ایستادند و نیروهای ویژه به راحتی می‌توانستند آن‌ها را شناسایی و نزدیکترین پشتیبانی هوایی را باخبر کرده و ساحه بمباران می‌گردید. در دوم نوامبر، خطوط مقدم طالبان کاملاً تخریب گشتند و حمله نیروهای بخش اتحاد شمال به شهر کابل برای اولین بار کاملاً میسر به نظر می‌رسید.
نیروهای خارجی از القاعده کنترل امنیتی شهرها را از طالبان گرفته بودند و اظهار کردند که طالبان قادر به انجام اینکار نیستند. در همین حال، مجاهدین همراه با نیروهای همتایان‌شان در آژانس اطلاعات مرکزی/نیروهای ویژه نقشه‌های تهاجمات آینده خویش را گرفتند. نیروهای مجاهدین به مزار شریف حمله کردند و خطوط تدارکاتی طالبان را روی آن‌ها بستند و واردات تدارکات از کشورهای شمالی به داخل کشور را میسر ساختند که بعدها با حمله‌ای به کابل همراهی شد.

#### بیشترین مناطق مورد هدف
در طول ماه‌های اولیه جنگ، نیروهای ایالات متحده دسترسی بسیار کمی از طریق زمین داشتند و بیشترین حملات آن‌ها هوایی بود. نقشه این بود که نیروهای ویژه به همراه افسران باتجربه و ارشد CIA، به عنوان رابط بین ایالات متحده و نیروهای افغان ضد طالبان باشند.
کوه‌های تورابورا از مرکز افغانستان، کابل به سوی نزدیکی مرزهای پاکستان موقعیت دارند. نیروهای اطلاعاتی آمریکایی اعتقاد داشتند که طالبان و القاعده غارهایی بسیار مستحکم همراه با امکانات عالی و مخازن زیرزمینی دارا می‌باشند. این مناطق به همین دلیل مورد حمله بمباردمانی بسیار حجیمی توسط بمب‌افکن‌های بی-۵۲ قرار گرفت.
کم‌کم نیروهای آمریکایی و مجاهدین شروع به اختلاف نظر در اهداف با یکدیگر کردند. زمانی که ایالات متحده در حال جستجوی اسامه بن لادن بود، نیروهای مجاهدین فشارهایی را مبنی بر حملات بر طالبان و حمایت بر کارهای آن‌ها همراه با پایان‌سازی کار طالبان و به دست گرفتن کنترل کشور داشتند.

## سقوط طالبان
پس از حدود یک ماه جنگ رژیم طالبان سقوط کرد و با برگزاری کنفرانس بُن حامد کرزی به قدرت رسید و در انتخابات ریاست جمهوری افغانستان به مقام ریاست جمهوری برگزیده شد.
نیروهای قدس سپاه پاسداران انقلاب اسلامی در جریان شورش ۲۰۰۱ هرات، به نیروهای نظامی آمریکایی در فتح هرات و ساقط کردن رژیم امارت اسلامیِ طالبان در آن شهر، یاری رساندند. فرماندهی نیروی‌های ایرانی بر عهده سرلشکر ایرانی، رحیم صفوی بود. مأمورانی از سیا در کنار نیروهای کنترل عملیات، در تهران، به‌طور مستقیم، عملیات را زیر نظر داشتند.
طبق نظر کارشناسان نظامی بسیاری از هزاران نیروی نظامی مستقر در افغانستان حضوری طولانی مدت در پایگاه‌های دائمی خواهند داشت.
برای مثال در ژانویهٔ ۲۰۰۹ صدها میلیون دلار صرف ایجاد زیرساخت‌های دائمی برای پایگاه‌های نظامی در افغانستان شد. از جملهٔ این هزینه‌ها بودجهٔ ۱۶ میلیارد دلاری برای تأسیسات نظامی در فرودگاه بین‌المللی قندهار است. همچنین پایگاه هوایی بگرام نیز توسط ایالات متحده در حال ساخت و گسترش است و به گفته مقامات نظامی با خرید زمین‌های اطراف از مردم محلی در حال گسترش است.

## آمار کشته شده‌ها
| تعداد کشته‌شدگان در افغانستان ایالات متحده آمریکا: ۲٬۳۵۵* · بریتانیا: ۴۵۶ · کانادا: 157* · فرانسه: ۸۸ · آلمان: ۶۲ · ایتالیا: ۵۳ · لهستان: 44 · دانمارک: ۴۳ · استرالیا: ۴۱ · اسپانیا: 35* · گرجستان: ۳۲ · رومانی: ۲۶ · هلند: ۲۵ · ترکیه: ۱۵ · جمهوری چک: ۱۴ · نیوزیلند: ۱۰ · نروژ: ۱۹ · استونی: ۹ · مجارستان: ۷ · سوئد: ۵ · لتونی: ۴ · اسلواکی: ۳ · فنلاند: ۲ · اردن: ۲ · پرتغال: ۲ · کره جنوبی: ۲ · آلبانی: ۱ · بلژیک: ۱ بلغارستان: ۱ · کرواسی: ۱ · لیتوانی: ۱ · مونته‌نگرو: ۱ جمع: ۳٬۵۰۲ |

تعداد تلفات در میان سربازان ائتلاف غربی درگیر در عملیات آزادی بلندمدت از سال ۲۰۰۱ تا ۲۰۱۹.

در طول جنگ در افغانستان بیش از ۴۷٬۲۴۵ غیرنظامی کشته شدند. علاوه بر آن حدود ۶۶٬۰۰۰ تا ۶۹٬۰۰۰ نفر در ارتش و پلیس افغانستان و بیش از ۵۱٬۰۰۰ مبارز طالبان تا آوریل ۲۰۲۱ کشته شده‌اند. به‌طور کلی این جنگ ۱۷۱٬۰۰۰ تا ۱۷۴٬۰۰۰ نفر کشته در افغانستان بر جا گذاشته‌است.
با این حال، این تلفات با توجه به مرگ و میر حساب نشده در پی «بیماری، نداشتن دسترسی به مواد غذایی، آب، زیرساخت، یا دیگر عواقب غیر مستقیم از جنگ» احتمالاً بالاتر است. پروژهٔ هزینه جنگ تخمین زده‌است که بر اساس یک نسبت غیر مستقیم به مستقیم کشته‌شده‌گان در درگیری‌های معاصر، تعداد کسانی که غیر مستقیم در این جنگ کشته شده‌اند ممکن است به عنوان بیش از ۳۶۰٬۰۰۰ نفر باشد. این اعداد کسانی را که در پاکستان در جنگ در شمال غرب پاکستان کشته شده‌اند را شامل نمی‌شود.
جنگ راه‌اندازی شده توسط ایالات متحده با عنوان «عملیات آزادی بلندمدت» در ۲۰۰۱، با یک کمپین هوایی اولیه آغاز شد، که بلافاصله موجب نگرانی در مورد تلفات غیرنظامیان افغان شده و موجب تظاهرات بین‌المللی شد. افزایش حملات هوایی و تعداد کشته‌شده‌گان غیرنظامی افغان توسط عملیات نظامی خارجی، تنش را بین کشورهای خارجی و دولت افغانستان افزایش داد. در ماه مه ۲۰۰۷، رئیس‌جمهور حامد کرزی فرمانده‌های نظامی خارجی را احضار کرده و به آنها هشدار داد از عواقب مرگ و میر غیرنظامی بیشتر در افغانستان آگاه باشند و از آن جلوگیری کنند. البته تلفات در این دوره از جنگ، ادامهٔ تلفات غیرنظامی بسیار بالا در طول جنگ شوروی و افغانستان در دهه ۱۹۸۰ و سه دوره جنگ داخلی پس از آن: ۱۹۸۹–۱۹۹۲, ۱۹۹۲–۱۹۹۶ و ۱۹۹۶–۲۰۰۱ است.

## آغاز مذاکره برای خروج آمریکا از افغانستان (۲۰۱۸)
براساس گزارش سالانه سازمان ملل متحد، در ۱۵ فوریه، نیویورک تایمز از افزایش تلفات غیرنظامیان افغان توسط طالبان خبر داد. این گزارش ارزیابی مفصلی از جنگ ۱۶ ساله افغانستان ارائه می‌دهد و نشان می‌دهد که عملیات پیچیده بمب‌گذاری عمداً غیرنظامیان را در سال ۲۰۱۷ هدف قرار داده و ۱۰۴۵۳ غیرنظامی افغان زخمی یا کشته شده‌اند. از آنجا که ایالات متحده و دولت افغانستان آمارهای کمتری منتشر می‌کنند، گزارش سازمان ملل متحد یکی از معتبرترین شاخص‌ها در مورد تأثیر جنگ تا سال ۲۰۱۸ است. این گزارش بر افزایش، حملات انتحاری که در حال مرگبارتر شدن است، تأکید می‌کند، که نیویورک تایمز آن را نشانه بارز جنگ در سال ۲۰۱۸ توصیف کرده‌است. این حملات به عنوان واکنش طالبان به استراتژی جدید جنگی رئیس‌جمهور آمریکا ترامپ (افزایش سرعت بمباران هوایی علیه طالبان و شبه نظامیان داعش) نامیده می‌شود و این پیام را می‌دهد که طالبان می‌تواند به دلخواه حتی در پایتخت نیز حمله کند. طالبان آمریکا و متحدانش را مسئول جنگ در افغانستان می‌دانست و هدف قرار دادن غیرنظامیان را رد می‌کرد. نیویورک تایمز به نقل از عتیق الله امرخل، ژنرال بازنشسته و تحلیلگر نظامی مستقر در کابل، گفت که گزارش سازمان ملل متحد شکست مذاکرات صلح را ثابت کرد، زیرا طالبان و دولت ایالات متحده هر دو برای پیروزی به جای مذاکره مصمم هستند. او گفت «حملات هوایی بیشتر به معنای حملات انتحاری بیشتر است»، که شدت جنگ را تا سال ۲۰۱۸ ثابت می‌کند.در ماه سپتامبر، سازمان ملل متحد نگرانی خود را از افزایش تلفات غیرنظامیان در اثر حملات هوایی آمریکا در افغانستان ابراز داشت. نیروی هوایی آمریکا در شش ماه نخست سال جاری حدود ۳۰۰۰ بمب پرتاب کرد تا شبه نظامیان طالبان را مجبور به مذاکرات صلح کند. در بیانیه یوناما، این سازمان به همه طرف‌های درگیر در «رعایت تعهدات خود برای حفاظت از غیرنظامیان در برابر آسیب» یادآور شد.
در ۱۷ دسامبر۲۰۱۸، دیپلمات‌های آمریکایی با طالبان در امارات متحده عربی دربارهٔ احتمال پایان جنگ مذاکره کردند. طالبان پیش از هرگونه مذاکره با دولت کابل، شرایط خروج نیروهای تحت رهبری آمریکا را اعلام کرده و از واشینگتن خواسته‌است که با استقرار حکومت اسلامی مخالفت نکند. با این حال، مقامات آمریکایی بر حفظ برخی نیروهای و حداقل چند پایگاه در این کشور اصرار دارند. مقامات آمریکایی این دیدار را «بخشی از تلاش‌های ایالات متحده و سایر شرکای بین‌المللی برای ترویج گفتگوی بین الافغانی با هدف پایان دادن به درگیری در افغانستان» توصیف کردند.

## مذاکرات صلح سال ۲۰۱۹
در ۲۵ فوریه ۲۰۱۹، مذاکرات صلح بین طالبان و ایالات متحده در قطر آغاز شد و عبدالغنی برادا ، بنیانگذار طالبان، در آن حضور داشت. زلمی خلیلزاد ، فرستاده ویژه آمریکا گزارش داد که این دور از مذاکرات «بازدهی بیشتری نسبت به گذشته داشته‌است» و در مورد نسخه پیش نویس توافقنامه صلح توافق شده‌است. این توافق شامل خروج نیروهای آمریکایی و بین‌المللی از افغانستان بود و طالبان اجازه نمی‌داد گروه‌های جهادی دیگر در داخل کشور فعالیت کنند. طالبان همچنین گزارش دادند که پیشرفت‌هایی در مذاکرات صورت گرفته‌است.تا ماه اوت، طالبان بیشتر از هر زمان دیگری از سال ۲۰۰۱ قلمرو را کنترل کردند. واشینگتن پست گزارش داد که ایالات متحده نزدیک به دستیابی به توافق صلح با طالبان است و در حال آماده‌سازی برای خروج ۵۰۰۰ سرباز از افغانستان است. اما در همان ماه، برخی از رهبران طالبان، از جمله برادر هیبت‌الله آخونزاده، امیر طالبان، حافظ احمدالله و برخی دیگر از بستگان در انفجار بمب در مسجد خیر المداره، که در کویته واقع شده بود، کشته شدند. در سپتامبر، ایالات متحده مذاکرات را لغو کرد.

## از سرگیری مذاکرات در سال ۲۰۲۰
مذاکرات صلح در دسامبر ۲۰۱۹ از سر گرفته شد. این دور از مذاکرات منجر به آتش‌بس جزئی ۷ روزه شد که در ۲۲ فوریه آغاز شد. در ۲۹ فوریه، ایالات متحده و طالبان توافقنامه صلح مشروطی را در دوحه قطر که طی آن ده روز خواستار مبادله زندانیان شد و قرار بود تا ۱۴ ماه آینده نیروهای آمریکایی از افغانستان خارج شوند. با این حال، دولت افغانستان طرف معامله نبود و روز بعد رئیس‌جمهور غنی در یک کنفرانس مطبوعاتی از این قرارداد به دلیل «امضای پشت درهای بسته» انتقاد کرد. وی گفت که دولت افغانستان «هیچ گونه تعهدی برای آزادی ۵۰۰۰ زندانی طالبان» نداده‌است و چنین اقدامی «اختیار ایالات متحده نیست، بلکه از اختیارات دولت افغانستان است». غنی همچنین اظهار داشت که هرگونه تبادل زندانیان «نمی‌تواند پیش شرط مذاکرات باشد» بلکه باید در چارچوب مذاکرات صورت گیرد.در ۲ مه، مقامات افغان دست کم ۱۰۰ عضو طالبان را از زندان در کابل آزاد کردند. این امر در واکنش به توافق صلح با ایالات متحده صورت گرفت با اینکه دولت افغانستان آزادی و هرگونه اختیار ایالات متحده در قبال این تصمیم را رد کرده بود، اکنون با آزادی ۱۵۰۰ عضو این سازمان شبه نظامی موافقت کرده‌است.
در ماه نوامبر، کاخ سفید به پنتاگون گفت که برنامه‌ریزی برای کاهش تعداد سربازان خود در افغانستان و عراق را تا ۲۵ ژانویه به ۲۵۰۰ نفر، چند روز قبل از خروج دونالد ترامپ، رئیس‌جمهور آمریکا آغاز کند.

## خروج نیروهای آمریکایی ۲۰۲۱
در ژانویه ۲۰۲۱، تعداد سربازان ایالات متحده به ۲۵۰۰ پرسنل در افغانستان رسید. این پایین‌ترین سطح نیرو از سال ۲۰۰۱ بود.در ماه مارس، اشرف غنی، رئیس‌جمهور تأیید کرد که دولتش آماده است تا مذاکرات مسالمت آمیز با طالبان را پیش ببرد. وی خطاب به نمایندگان مجلس گفت که در مورد انتخابات جدید و تشکیل دولت از طریق یک روند دموکراتیک بحث و گفتگو کنید.
در ۲۹ مارس، نیروی دفاعی نیوزلند نیروهای خود را از افغانستان خارج کرد و به دخالت نیوزلند در جنگ پایان داد.
در ۱۳ آوریل، جو بایدن ، رئیس‌جمهور آمریکا، خروج تمام نیروهای باقی مانده در افغانستان را تا ۱۱ سپتامبر ۲۰۲۱ اعلام کرد. (تاریخی که بعداً ۳۱ آگوست تعیین شد)
در ۱۵ آوریل، نخست‌وزیر استرالیا، اسکات موریسون ، اعلام کرد که ۸۰ سرباز باقی مانده که در افغانستان مستقر شده‌اند، تا سپتامبر ۲۰۲۱ مطابق خروج آمریکا از این کشور خارج می‌شوند.
تا ۳۰ ژوئن، هم آلمان (که دو ماه قبل برنامه خروج خود را اعلام کرده بود) و هم ایتالیا نیروهای و تجهیزات خود را به‌طور کامل از افغانستان خارج کرده و به دخالت خود در جنگ پایان دادند. در همان روز، آخرین سربازان لهستانی افغانستان را ترک کردند و در نتیجه به دخالت لهستان در جنگ پایان دادند. حدود ۳۳۰۰۰ سرباز لهستانی در طول جنگ در افغانستان خدمت کرده بودند که ۴۴ نفر در عملیات کشته شدند. در ۲ ژوئیه، مقامات اعلام کردند که نیروهای غربی پایگاه هوایی بگرام را بدون اطلاع قبلی ترک کرده و کنترل آن پایگاه را به دولت افغانستان واگذار کرده‌اند.
تا ۵ ژوئیه، طالبان تقریباً دو سوم افغانستان را تحت کنترل خود داشت و نیروهای ناتو در حال تکمیل خروج خود بودند. و گزارش‌هایی مبنی بر فرار دسته جمعی سربازان ارتش افغانستان وجود داشت.
در ۱۱ ژوئیه، وزیر دفاع استرالیا، پیتر داتون ، گفت که کشورش به دخالت خود در افغانستان پایان داده‌است.

## خروج نیروهای آمریکایی از افغانستان (۲۰۲۱)
در آوریل ۲۰۲۱، جو بایدن، رئیس‌جمهور ایالات متحده، خروج همه نیروهای آمریکایی از افغانستان تا سپتامبر ۲۰۲۱ را اعلام کرد، در حالی مدعی بود که بر ۳۰۰۰۰۰ نیروی آموزش دیده افغان برای حفظ امنیت در این کشور اعتماد کرده‌است. اما نیروهای افغان آموزش دیده توسط ایالات متحده طی چند هفته به راحتی مغلوب طالبان شد. تا ۱۶ اوت، کابل و بخش اعظم کشور به دست طالبان افتاده بود. که به سرعت اقدامات آشتی جویانه ای را به غرب نشان دادند و عفو عمومی را به افغانهایی که در عملیات علیه هموطنان خود به آمریکاییها کمک کردند و همچنین در ابتدا اجازه انتقال اتباع خارجی به فرودگاه را برای خروج از کشور دادند، اعطا کردند.تخلیه کامل نیروهای آمریکایی، اکثر شهروندان و برخی متحدانش تا ۳۰ اوت ۲۰۲۱ به پایان رسید و به دخالت این کشور در جنگ پایان داد. با این وجود، هزاران شهروند آمریکایی و دارندگان گرین کارت با وجود وعده‌های جو بایدن، رئیس‌جمهور آمریکا به مردم آمریکا مبنی بر ماندن سربازان آمریکایی تا خروج هر آمریکایی از افغانستان، توسط وزارت خارجه آمریکا رها شدند. گفته می‌شود که بایدن پیش از خروج آمریکا به این نتیجه رسیده بود که این یک «جنگ غیرقابل پیروزی» و یک وضعیت بدون «راه حل نظامی» است.
۲۹ آگوست ۲۰۲۱، ۹۸ کشور به‌طور مشترک اعلام کردند که طالبان عبور ایمن از کشورش را، چه اتباع افغان و چه خارجی، تضمین می‌کنند.

## جرائم جنگی
جنایات جنگی (نقض جدی قوانین و آداب و رسوم جنگ که منجر به مسئولیت کیفری فردی می‌شود) توسط هر دو طرف انجام شده‌است از جمله کشتار غیرنظامیان، بمباران اهداف غیرنظامی، ترور، استفاده از شکنجه و قتل اسرای جنگی به علاوه جنایات متداول دیگر شامل سرقت، آتش‌سوزی و تخریب اموال.

### طالبان
بر اساس گزارش عفو بین‌الملل، طالبان با هدف قرار دادن غیرنظامیان از جمله کشتن معلمان، ربودن امدادگران و آتش زدن ساختمان‌های مدرسه جنایت جنگی انجام می‌دهند. عفو بین‌الملل می‌گوید که در سال ۲۰۰۶ بالغ بر ۷۵۶ غیرنظامی بر اثر انفجار بمب‌ها کشته شدند که بیشتر آنها در جاده‌ها یا توسط مهاجمان انتحاری متعلق به طالبان حمل شده بودند.

### ائتلاف شمال
در دسامبر ۲۰۰۱، کشتار دشت لیلی رخ داد، جایی که بین ۲۵۰ تا ۳۰۰۰ جنگجوی طالبان که تسلیم شده بودند، در حین حمل و نقل توسط نیروهای ائتلاف شمال در ظروف فلزی کامیون مورد اصابت گلوله قرار گرفتند یا خفه شدند. گزارش‌ها نیروهای زمینی آمریکایی را در محل حادثه نشان می‌دهد. مستند ایرلندی قتل‌عام افغان: کاروان مرگ این ادعاها را بررسی کرد و مدعی شد که گورهای دسته جمعی هزاران قربانی توسط بازرسان سازمان ملل پیدا شده‌است و ایالات متحده تحقیقات در مورد این حادثه را مسدود کرده‌است.

### ناتو و متحدانش

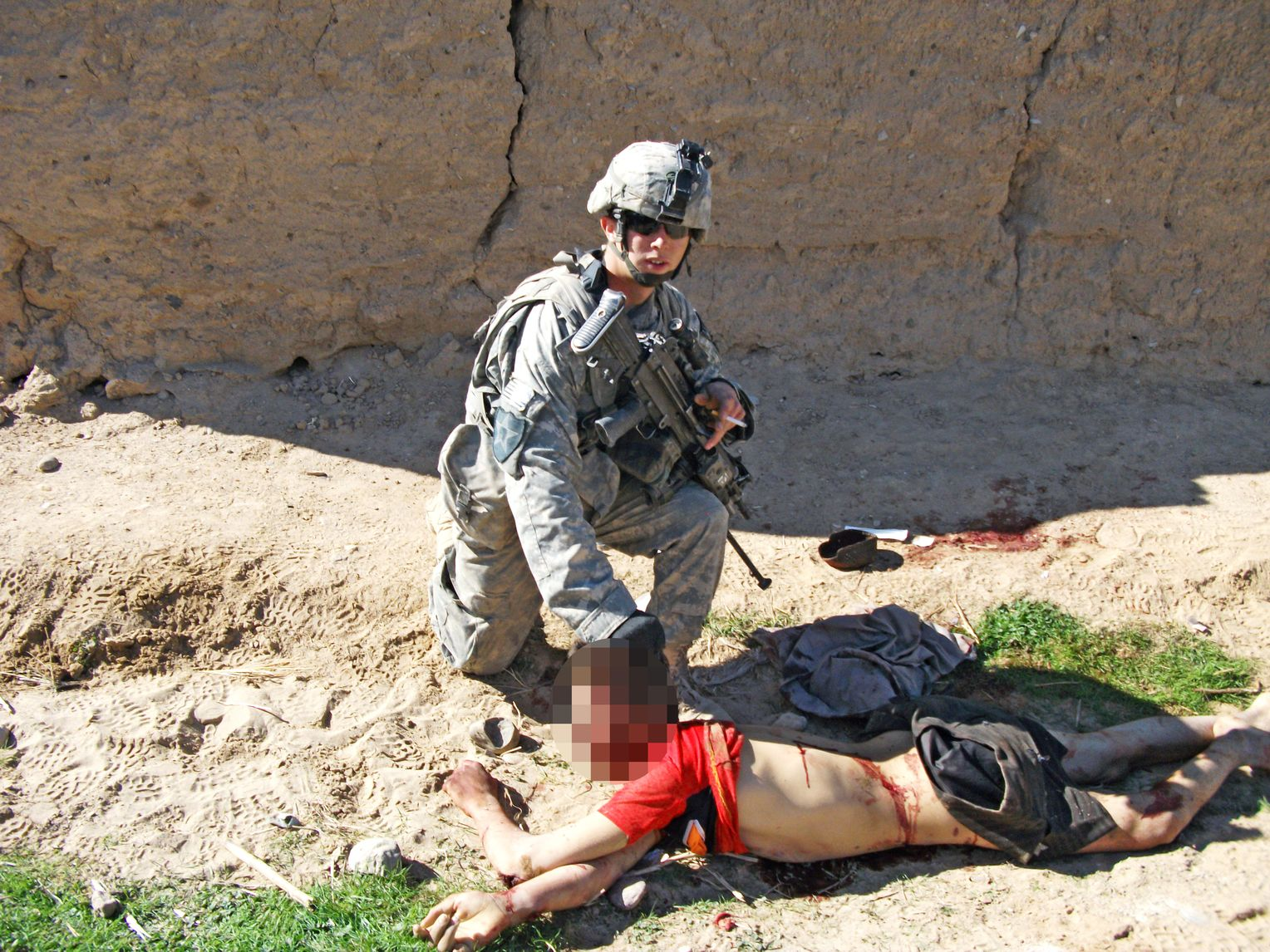
کشاورز نوجوان افغان در ۱۵ ژانویه ۲۰۱۰ توسط گروهی از سربازان ارتش آمریکا به نام تیم کشتار کشته شد

در نوامبر ۲۰۱۴، عفو بین‌الملل پنتاگون را متهم کرد که مدارک مربوط به جنایات جنگی، شکنجه و کشتارهای غیرقانونی در افغانستان را مخفی کرده‌است.
در ۳ اکتبر ۲۰۱۵، یک حمله هوایی USAF به بیمارستانی که توسط پزشکان بدون مرز در قندوز در جریان نبرد قندوز اداره می‌شد، حمله کرد. در این حمله هوایی ۴۲ نفر کشته و ۳۰ نفر زخمی شدند. زید رعد الحسین، کمیسر عالی حقوق بشر سازمان ملل متحد گفت که حمله هوایی ممکن است جنایت جنگی باشد. یازده روز پس از حمله هوایی، یک تانک آمریکایی وارد محوطه بیمارستان شد. مقامات پزشکان بدون مرز گفتند: «ورود ناگهانی و اجباری آنها به اموال آسیب رساند، شواهد احتمالی را از بین برد و باعث استرس و ترس تیم MSF شد.»
استفاده فسفر سفید از سوی سازمان‌های حقوق بشری به دلیل بی رحمی و غیرانسانی محکوم شده‌است زیرا باعث سوختگی شدید می‌شود. سوختگی فسفر سفید بر روی اجساد غیرنظامیان زخمی شده در درگیری‌ها در نزدیکی بگرام تأیید شد. ایالات متحده ادعا می‌کند که حداقل ۴۴ مورد وجود دارد که در آن شبه نظامیان از فسفر سفید در سلاح‌ها یا حملات استفاده کرده‌اند. در ماه مه ۲۰۰۹، ایالات متحده تأیید کرد که نیروهای نظامی غربی در افغانستان از فسفر سفید برای روشن کردن اهداف یا به عنوان یک محترقه برای از بین بردن پناهگاه‌ها و تجهیزات دشمن استفاده می‌کنند. نیروهای آمریکایی از فسفر سفید برای غربالگری عقب‌نشینی در نبرد گنجگل هنگامی که مهمات دودی معمولی در دسترس نبود، استفاده کردند.

## هزینه‌های جنگ
بنا بر گزارش‌ها، هزینه جنگ عامل مهمی بوده‌است که مقامات ایالات متحده در سال ۲۰۱۱ تصمیم گرفتند نیروهای خود را کاهش دهند. برآورد متوسط هزینه اعزام تنها یک سرباز آمریکایی در افغانستان بیش از ۱ میلیون دلار آمریکا در سال است.
در مارس ۲۰۱۹، وزارت دفاع ایالات متحده تخمین زده‌است که ۷۳۷٫۵۹۲ میلیارد دلار در طول سال مالی ۲۰۰۱ تا سال مالی ۲۰۱۸ در افغانستان هزینه شده‌است و به ازای هر مالیات دهنده ۳۷۱۴ دلار هزینه شده‌است. با این حال تحقیقات دانشگاه براون رقم بالاتری را ۹۷۵ میلیاردمیلیارد دلار برای سال مالی ۲۰۰۱ تا سال مالی ۲۰۱۹ را به دست آورده‌است
برای سال مالی ۲۰۱۹، وزارت دفاع ایالات متحده تقریباً ۴۶٫۳ میلیارد دلار برای عملیات فریدمز سنتینل (FREEDOM'S SENTINEL، نام رمز ایالات متحده برای جنگ در افغانستان) و ماموریت‌های مربوطه درخواست کرد
در مارس ۲۰۱۳، لیندا بیلمز، مدرس ارشد سیاست عمومی در مدرسه کندی هاروارد، تخمین زد که هزینه‌های کل جنگ‌های آمریکا در افغانستان و عراق حداقل ۴ تا ۶ تریلیون دلار آمریکا خواهد بود. این دو جنگ به دلیل وقوع همزمان و استفاده از تعداد زیادی از نیروهای آمریکایی به عنوان یک هزینه در نظر گرفته شد. در مجموع، انتظار می‌رود که جنگ عراق و افغانستان به گران‌ترین جنگ در تاریخ ایالات متحده تبدیل شود.
هزینه ۴ تا ۶ تریلیون دلار شامل هزینه‌های طولانی مدت پزشکی و از کار افتادگی برای اعضای خدمت، جبران سربازی و هزینه‌های اجتماعی و اقتصادی است. انتظار می‌رود هزینه‌های مزایای جانبازان در ۴۰ سال آینده افزایش یابد. بخش قابل توجهی از هزینه نهایی مورد انتظار ناشی از «تأثیر بودجه جنگی است که تا حد زیادی از طریق استقراض تأمین می‌شود» و هزینه‌های اضافی ناشی از آن - از ۹ تریلیون دلار بدهی ایالات متحده از سال ۲۰۰۱، حدود ۲ تریلیون دلار بوده‌است. برای تأمین مالی جنگ افغانستان و عراق وام گرفته‌است.
تا سال ۲۰۲۱، دانشگاه براون تخمین زده‌است که جنگ در افغانستان ۲٫۲۶۱ تریلیون دلار هزینه داشته‌است که از این میان ۵۳۰ میلیارد دلار برای پرداخت سود و ۲۹۶ میلیارد دلار برای مراقبت از جانبازان هزینه شده‌است.